# Eugeen Stappers
Eugène (Eugeen) Stappers (Antwerpen, 8 mei 1892 - Wilrijk, 18 januari 1980) was een Belgisch bestuurder en bankier.

## Levensloop
Hij was de kleinzoon van scheepsbouwer Leopold Stappers. Hij doorliep zijn humaniora aan het Sint-Norbertusgesticht te Antwerpen. Vervolgens genoot hij privé-onderwijs in het burgerlijk en handelsrecht bij professor De Vos en wijsbegeerte bij professor Janssen. 
In 1910 ging hij aan de slag als bediende bij de 'Volksbank voor het arrondissement Antwerpen', alwaar hij opklom tot fondsenbeheerder. Van 1919 tot 1923 was hij voorzitter van het Bediendensyndicaat van Handel en Nijverheid (BSHV) te Antwerpen en eveneens vanaf 1919 privé-secretaris van John Van Dijck, voorzitter van het VCV. Tevens was hij vanaf 1920 toezichter in drukkerij Lux. 
Omstreeks diezelfde periode werd hij actief bij de Banque d'Extension Industrielle et Commerciale (BEIC), waar hij achtereenvolgens wisselagent, beheerder, afgevaardigd beheerder (1937) en voorzitter van de beheerraad was. Vanuit zijn hoedanigheid als bankier zetelde hij in tal bestuurs- en beheersraden van (industriële) ondernemingen zoals de NV Kobek, NV Usinos, NV Fama, de brouwerijen 'Chasse Royale' en 'De Populieren', etc. Tevens was hij voorzitter van de NV Altiora, uitgever van o.a. Ons Land.
Van 1932 tot 1967 was hij actief als raadslid bij het Vlaams Economisch Verbond (VEV), alwaar hij van 24 mei 1932 tot 4 oktober 1940 lid was van het directiecomité en van 15 oktober 1953 tot 26 juni 1963 afgevaardigd beheerder (de eerste in die hoedanigheid).
Zijn zoon Koenraad Stappers was abt van de abdij van Averbode.